# Slaget på Grathe Hede
Slaget på Grathe Hede den 23. oktober 1157 var afslutningen på en borgerkrig om kongemagten mellem Svend 3. Grathe, Knud 5. og Valdemar 1. den Store.
Efter at Erik Lam i 1146 nedlagde kronen og gik i kloster, blev Svend Grathe, Erik Emunes søn – konge på Sjælland og i Skåne, og Knud, kong Magnus' søn konge i Jylland. Knud forsøgte i flere felttog at erobre Sjælland (1147 og 1150), men blev fordrevet og flygtede til Tyskland, hvor det lykkedes ham at rejse en hær.
I nærheden af Viborg i 1151 kom det til et slag ved Geddebæk. – Knud tabte og appellerede igen til den tyske konge og senere kejser, Frederik Barbarossa, der som lensherre indkaldte både Knud og Svend til en rigsdag i Merseburg, og både Svend og Knud mødte frem. Her tilkendte kejseren Svend kongetitlen, og denne svor lensed til ham. Samtidig bestemte kejseren at Svend til gengæld skulle give Sjælland til Knud som len, men dette løfte blev aldrig indfriet.
I Danmark var stormændene foruroligede over den store tyske indflydelse. Valdemar, der først havde sluttet sig til Svend, der havde udnævnt ham til hertug i Slesvig, skiftede side, hvilket han beviste ved at forlove sig med Knuds halvsøster Sophie.
Både Knud og Valdemar blev i 1154 kongehyldet på Landstinget i Viborg.
De tre bejlere til kongemagten var  i 1157 blevet enige om at dele magten, så Valdemar fik Jylland, Knud øerne og Svend fik Skåne. De afholdt derefter en forsoningsfest i Roskilde den 9. august 1157, men Svend lod ifølge Saxo sine mænd overfalde de to andre konger. Knud blev dræbt, men det lykkedes Valdemar, omend såret, at flygte ved at vælte lysestagerne og forsvinde i mørket og nå til Jylland.
Valdemar fik stor tilslutning, da man hørte om Svends udåd, og han fik samlet en stor styrke. Han gik i land ved Grenå (ved Djursåens munding), og ved list og magt lykkedes det at få Svends flåde ødelagt. Svend gik til Randers, og Valdemar gik over på den anden side af Gudenåen og lod broen ødelægge.
I slutningen af september var han blevet så stærk, at han turde møde Svends hær, og 23. oktober mødtes de to hære på Grathe Hede. Kampen var kort, men voldsom, – Svend tog fejl af, hvor Valdemars hovedstyrke var placeret og opdagede for sent sin fejl, og han endte med at flygte. Han kom ud i nogle sumpe ved enden af Hauge Sø, hvorved han mistede sine våben og rustning. Han blev senere taget til fange og dræbt med et øksehug.

## Grathe-stenen
Grathe-stenen er et fredet mindesmærke et par hundrede m vest for Hauge Sø, og ca. 3 km nordøst for det areal i Kompedal Plantage der nu benævnes Grathe Hede. Stenen blev rejst i 1892, på det sted hvor Svend Grathe menes at være begravet i det nu nedrevne Grathe Kapel.
Det var den danske digter Thor Lange, som gennem sit forfatterskab skaffede penge til stenen og flere andre monumenter rundt om i landet.
Få hundrede m syd for stenen findes Grathe Kirke.
- Mindestenen ved omridset af det gamle Grathe Kapel, der blev fundet ved en udgravning i 2015.[7] I baggrunden anes Hauge Sø.
- Slaget på Grathe Hede som tegneren Lorenz Frølich forestillede sig det